# Землетрус у Сирчі (1981)
Землетрус у Сирчі 1981 року стався 28 липня о 00:22 за місцевим часом (17:22 UTC). Він мав величину 7,1 за шкалою величини поверхневої хвилі та максимальну сприйняту інтенсивність IX (жорстока) за шкалою інтенсивності Меркаллі. Епіцентр знаходився в провінції Керман на сході Ірану. Землетрус спричинив руйнування Кермана та завдав серйозної шкоди містам і селам в околицях. Орієнтовна кількість загиблих становить 1500 осіб, ще 1000 поранених, 50 000 залишилися без даху над головою, а в регіоні Керман завдано значних збитків.
Це найбільша подія в провінції Керман після землетрусу в Гольбафі 1981 року, коли загинули 3000 людей. Землетрус у Бамі 2003 року став найзначнішим землетрусом у провінції Керман.

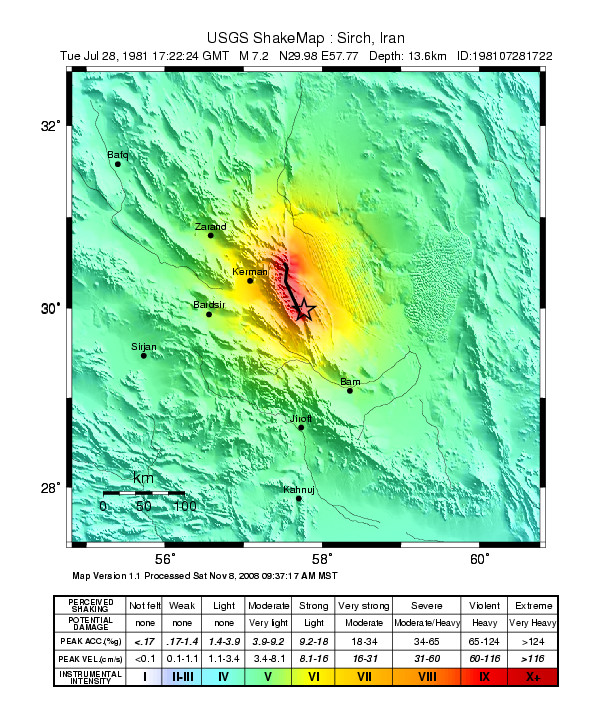
Мапа землетрусу

## Подальше читання
- Adeli, H. (1982), The Sirch, (Kerman, Iran) earthquake of 28 July 1981 - a field investigation, Bulletin of the Seismological Society of America, 72 (3): 841—861
- Berberian, M.; Jackson, J. A.; Ghorashi, M.; Kadjar, M. H. (1984), Field and teleseismic observations of the 1981 Golbaf-Sirch earthquakes in SE Iran, Geophysical Journal International, 77 (3): 809—838, Bibcode:1984GeoJ...77..809B, doi:10.1111/j.1365-246X.1984.tb02223.x{{citation}}:  Обслуговування CS1: Сторінки із непозначеним DOI з безкоштовним доступом (посилання)